# Magadha
Magadha (Hán-Việt: Ma Kiệt Đà, Ma Yết Đà hay Ma Già Đà) là một đế quốc hùng mạnh ở miền Đông Ấn Độ từ thế kỷ 6 TCN đến thế kỷ 6.

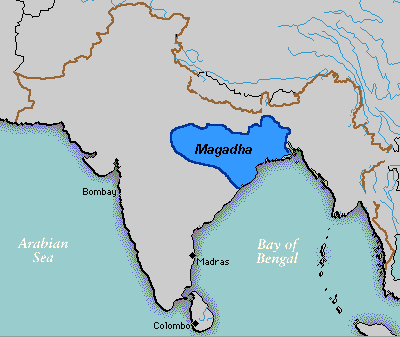
Vị trí của Magadha ở lục địa Ấn Độ

Là một vương quốc cổ đại tập trung ở Đồng bằng sông Hằng thuộc bang Bihar ngày nay, vương quốc này đã vươn lên vị trí nổi trội dưới thời vua đầu tiên Bimbisara (543 - 491 TCN), và nó đã được con trai ông là Ajatashatru (491 - 459 TCN) mở rộng thêm nữa. Đến thế kỷ 4 TCN dưới triệu đại Nanda, Magadha đã mở rộng phạm vị kiểm soát ra phần lớn miền Bắc Ấn Độ. Có một thời gian ngắn nó bị rơi vào sự thống trị của Alexandros Đại đế và các vua Macedonia kế tục, nhưng đến năm 321 TCN Chandragupta Maurya đánh đuổi quân Macedonia, lên ngôi và chọn Magadha trung tâm của triều đại Maurya của mình. Dù Magadha suy giảm sau khi triều đại Maurya suy vong vào năm 185 Công nguyên, nó lại vươn lên đỉnh cao vinh quang dưới triều đại Gupta (320-550? sau Công Nguyên), mà dưới thời trị vì của triều đại này vương quốc này đã trải qua một thời kỳ thái bình thịnh trị, cổ vũ khuyến khích cho những thành tựu về nghệ thuật và tri thức. Với sự tan rã của triều đại Gupta vào thế kỷ 6, Magadha đã đánh mất vị trí hàng đầu là một cường quốc Ấn Độ. Tạm thời hồi sinh dưới thời vua Dharmapala (trị vì khoảng thời gian 770-810 Công nguyên), nó rơi vào tay những người Hồi giáo vào cuối thế kỷ 12, sau đó nó đã trở thành một tỉnh của vương quốc Hồi giáo Delhi.
Thích-ca Mâu-ni, người sáng lập đạo Phật, đã chứng ngộ dưới một tán cây bồ-đề ở Bihar ngày nay, truyền đạo ở thành Xá-vệ ở Uttar Pradesh ngày nay. Đại hội kết tập kinh điển Phật giáo lần thứ nhất diễn ra ở Rajgriha ở Bihar ngày nay. Các địa điểm trên vốn đều ở trung tâm của Magadha và các sự kiện trên diễn ra dưới thời các vua Bimbisāra và Ajatashatru của triều Mahajanapada.

## Các vua Magadha

### Triều đại Brihadratha(khoảng 1700-799 TCN)
- Brihadratha
- Jarasandha
- Sahadeva
- Somapi (1678-1618 TCN)
- Srutasravas (1618-1551 TCN)
- Ayutayus (1551-1515 TCN)
- Niramitra (1515-1415 TCN)
- Sukshatra (1415-1407 TCN)
- Brihatkarman (1407-1384 TCN)
- Senajit (1384-1361 TCN)
- Srutanjaya (1361-1321 TCN)
- Vipra (1321-1296 TCN)
- Suchi (1296-1238 TCN)
- Kshemya (1238-1210 TCN)
- Subrata (1210-1150 TCN)
- Dharma (1150-1145 TCN)
- Susuma (1145-1107 TCN)
- Dridhasena (1107-1059 TCN)
- Sumati (1059-1026 TCN)
- Subhala (1026-1004 TCN)
- Sunita (1004-964 TCN)
- Satyajit (964-884 TCN)
- Biswajit (884-849 TCN)
- Ripunjaya (849-799 TCN)

### Triều đại Pradyota(799-684 TCN)
- Pradyota
- Palaka
- Visakhayupa
- Ajaka
- Varttivarddhana

### Triều đại Hariyanka(545-346 TCN)
- Bimbisara (544-491 TCN), khởi lập đế quốc Magadha đầu tiên
- Ajatashatru (491-461 TCN)
- Darshaka (461-? TCN)
- Uday Bhadra
- Anurudhra
- Mund
- Nāgadāsaka (437 - 413 TCN)

### Triều đại Shishunaga(430-364 TCN)
- Shishunaga (413 - 395 TCN), thành lập vương quốc Magadha
- Kakavarna (394 - 367 TCN)
- Kshemadharman (618-582 TCN)
- Kshatraujas (582-558 TCN)
- Nandivardhana
- Mahanandin (đến năm 424 TCN)

### Triều đại Nanda(424-321 TCN)
- Mahapadma Nanda (từ năm 424 TCN), con ngoài giã thú của Mahanandin, sáng lập triều đại Nanda sau khi vua cha băng hà
- Pandhuka
- Panghupati
- Bhutapala
- Rashtrapala
- Govishanaka
- Dashasidkhaka
- Kaivarta
- Dhana (Agrammes, Xandrammes) (tới năm 321 TCN), mất đế quốc về tay Chandragupta Maurya sau khi bị ông này đánh bại

### Triều đại Maurya(324-184 TCN)
- Chandragupta Maurya (Sandrakottos) (324-301 TCN), sáng lập triều đại Maurya sau khi đánh tan tác quân của cả triều đại Nanda lẫn Đế quốc Seleucid của người Macedonia
- Bindusara Amitraghata (301-273 TCN)
- Ashoka Vardhana (Ashoka Đại đế) (273-232 TCN), được ghi nhận là hoàng đế kiệt xuất của nước Ấn Độ cổ, vị quân vương đầu tiên thống nhất được toàn bộ Ấn Độ (sau khi chinh phạt được phần lớn Nam Á và Afghanistan), sùng đạo Phật và quyền con người.
- Dasaratha (232-224 TCN)
- Samprati (224-215 TCN)
- Salisuka (215-202 TCN)
- Devavarman (202-195 TCN)
- Satadhanvan (195-187 TCN), cho thấy triều đại Maurya trở nên suy yếu.
- Brhadrata (187-184 TCN), bị Pusyamitra Shunga ám sát

### Triều đại Shunga(185-73 TCN)
- Pusyamitra Shunga (185-149 TCN), khởi lập triều đại Shunga sau khi giết Brhadrata
- Agnimitra (149-141 TCN)
- Vasujyeshtha (141-131 TCN)
- Vasumitra (131-124 TCN)
- Andhraka (124-122 TCN)
- Pulindaka (122-119 TCN)
- Ghosha
- Vajramitra
- Bhagabhadra
- Devabhuti (83-73 TCN)

### Triều đại Kanva(73-26 TCN)
- Vasudeva (73-? TCN)
- Successors of Vasudeva (?-26 TCN)

### Triều đại Gupta(khoảng 240-550)
- Sri-Gupta I (240-290)
- Ghatotkacha (290-305)
- Chandra Gupta I (305-335), sáng lập triều đại Gupta, which is often regarded as the golden age of Indian culture
- Samudra Gupta (335-370)
- Rama Gupta (370-375)
- Chandra Gupta II (Chandragupta Vikramaditya) (375-415), son of Samudra Gupta, the Gupta Empire achieved its zenith under his reign, the Chinese pilgrim Fa-Hsien describes Indian culture during his reign
- Kumara Gupta I (415-455)
- Skanda Gupta (455-467)
- Kumara Gupta II (467-477)
- Buddha Gupta (477-496)
- Chandra Gupta III (496-500)
- Vainya Gupta (500-515)
- Narasimha Gupta (510-530)
- Kumara Gupta III (530-540)
- Vishnu Gupta (kh. 540-550)